# Экстремальность ситуации (экстремальные условия)
Экстремальность ситуации (экстремальные условия) (лат. extremum — крайний) — условия, вызывающие реакции организма и личности, которые находятся на грани патологических нарушений. В таких условиях на человека воздействуют вредные для здоровья или опасные для жизни факторы, в том числе стресс. В экстремальных условиях, когда человек не справляется с возникшей ситуацией, возникают бурные кратковременные эмоции — аффекты. Аффект тормозит другие психические процессы и навязывает определенный закрепившийся в эволюции способ разрешения ситуации (бегство, агрессию и т.д.). Такие аварийные способы оправдывают себя лишь в типичных ситуациях. К экстремальным условиям возможна адаптация. Существует множество профессий и отраслей, в которых спцеиалисты работают в экстремальных условиях. Экстремальные условия труда имеют космическая, авиационная, морская, военная отрасли; отдельные профессии в различных отраслях: операторы, диспетчеры, промышленные альпинисты, водолазы, пожарные, спасатели и т.д.:135

## Термин
В английский язык термин extreme situations ввел психолог Бруно Беттельгейм для описания пребывания людей в концентрационных лагерях с убеждением неизбежности уничтожения. Ситуации люди могли противопоставить только защитные психологические механизмы. В октябре 1943 года в американском Журнале патологической и социальной психологии появилась статья Беттельгейма о повседневном существовании в нацистских лагерях — «Individual and Mass Behavior in Extreme Situations». В русский язык термин экстремальный вошел в 1960-е годы для обозначения условий, воздействий, значений и т.д. крайних по своему проявлению, отличающихся такими проявлениями. Термин экстремальность для обозначения обстановки, ситуации и т.д. вошел в русский язык в в 1980-е.

## Эмпирическая трактовка экстремальности ситуации
Эмпирическое определение экстремальности ситуации включает в себя следующие аспекты:
- событийность ситуации;
- жизнеопасность, угрожающий характер ситуации;
- предельные требования к личности человека (фактический смысл ситуации определяет формирование специфических личностных образований);
- наличие потенциальных или реальных последствий для человека: угроза, ущерб моральный и/или физический, утрата, страдание, стойкость в различных сферах жизни (физической, психической, социальной, духовной, экзистенциальной);
- специфика общения и деятельности в экстремальной ситуации (а также в преситуации и постситуации);
- жизненная позиция человека, пребывающего в экстремальных условиях;
- феномен ТЭТ (трансординарной экзистенциальной транзитности), который состоит из взаимосвязанных синдромов вхождения, пребывания и возвращения.

Определение экстремальности ситуации служит для трактовки несчастных случаев, экстраординарных инцидентов, бедствий, чрезвычайных ситуаций и др. Если рассматривать понятие экстремальности ситуации с точки зрения семантического анализа, можно отметить, что для характеристики инцидента часто используют образные, ярко окрашенные в смысловом плане прилагательные, а именно: травматическая, стихийная, катастрофическая, выходящая за пределы нормы, трудная, аномальная и др. В качестве примеров экстремальных ситуаций можно привести следующие: техногенные катастрофы, природные и стихийные бедствия, войны, терроризм, насилие, несчастные случаи, особые условия жизни и др.
Характер угрозы, свойственный для экстремальности ситуации, может носить как объективный (например, нахождение в горящем помещении во время пожара), так и субъективный характер (например, переживание утраты).
Экстремальность ситуации подразумевает выход из привычного, «нормального» опыта, актуального для индивида. Другими словами, экстремальность ситуации вводит человека в такие условия, к которым он не адаптирован, для которых ещё не выработаны средства психологической защиты. Человек оказывается не готов действовать целесообразно в сложившихся условиях.
Определяя степень интенсивности экстремального воздействия на психику и реакцию человека на стресс, специалисты прибегают к понятию нормы. Предполагается, что существует среднестатистическая норма уровня адаптированности человека к окружающей среде. События, имеющие внештатный характер происхождения, нарушающие привычный ход жизни, наносящие вред личности, а также выходящие за пределы среднестатистической нормы, являются экстремальными.
Степень экстремальности ситуации также определяется силой чрезвычайного события и уровнем его новизны и непривычности для человека. Экстремальной ситуацию делает не только объективная угроза жизни и здоровью, но и субъективное переживание, отношение человека к происходящему. Восприятие одного и того же происшествия разными людьми не носит универсального характера, а зависит от множества факторов — типа личности, нервной системы, уровня адаптации к стрессу и т. д.
Экстремальность ситуации существенно изменяет привычный ход жизни, разрушает базовые чувства безопасности и доверия к миру и ощущение обладания контролем над собственной жизнью и происходящих в ней событий, истощает адаптационный потенциал личности. Подобные реакции могут приводить к образованию психических расстройств — травматических и посттравматических расстройств, невротических состояний и др.

## Факторы экстремальных условий
Основные факторы экстремальных условий:
- монотония;
- изменена временная и пространственная структура;
- ограничена личностно-значимая информация;
- одиночество;
- групповая изоляция;
- угроза для жизни.

## Структура экстремальной ситуации
Экстремальная ситуация имеет триадическую структуру:
- негативная экстремальная ситуация — страдание для человека
- индифферентно-устойчивая экстремальная ситуация — испытание для человека
- позитивная экстремальная ситуация — становление, рост личности и ее бытия